# Gashouder

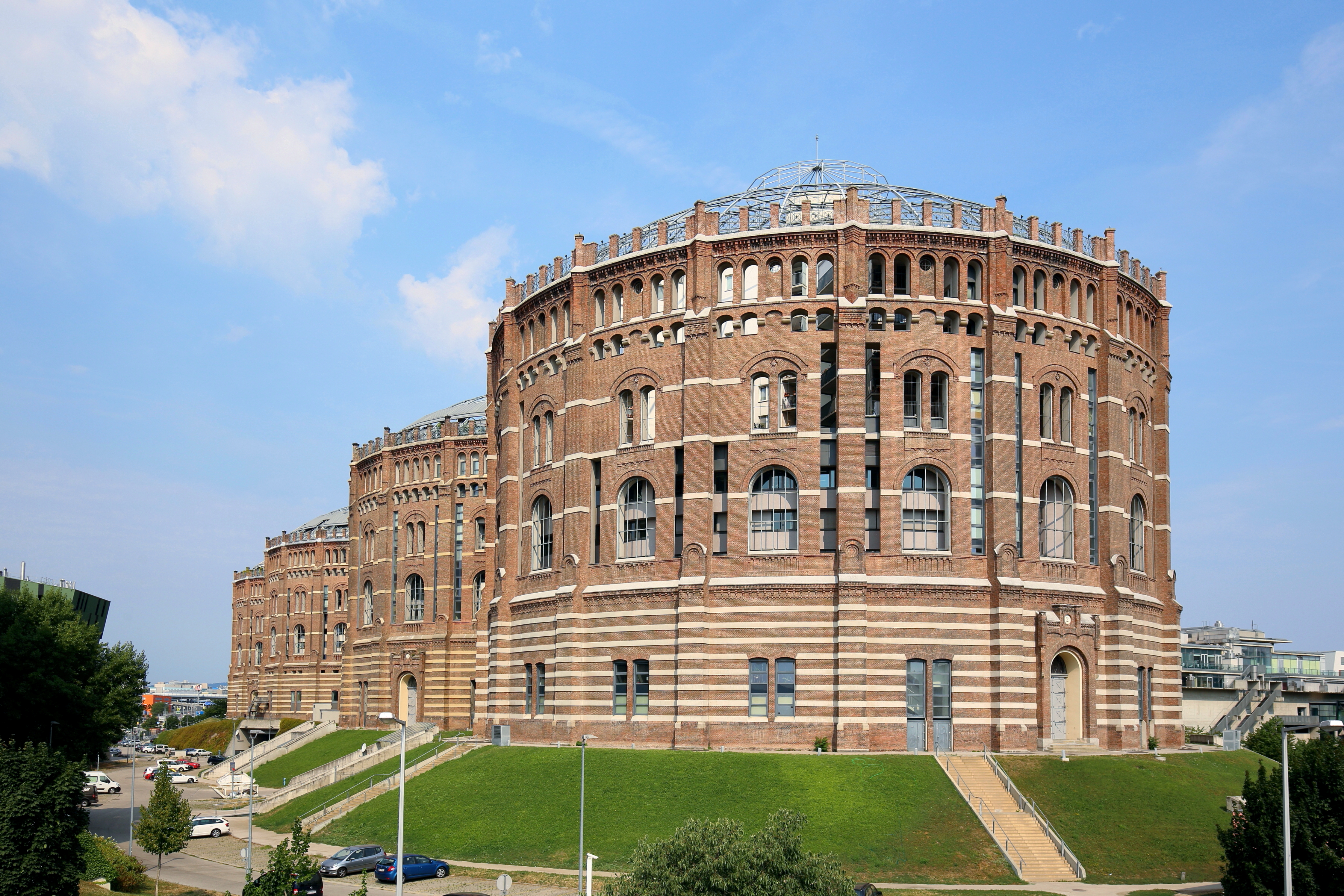
De Gasometer in Wien-Simmering

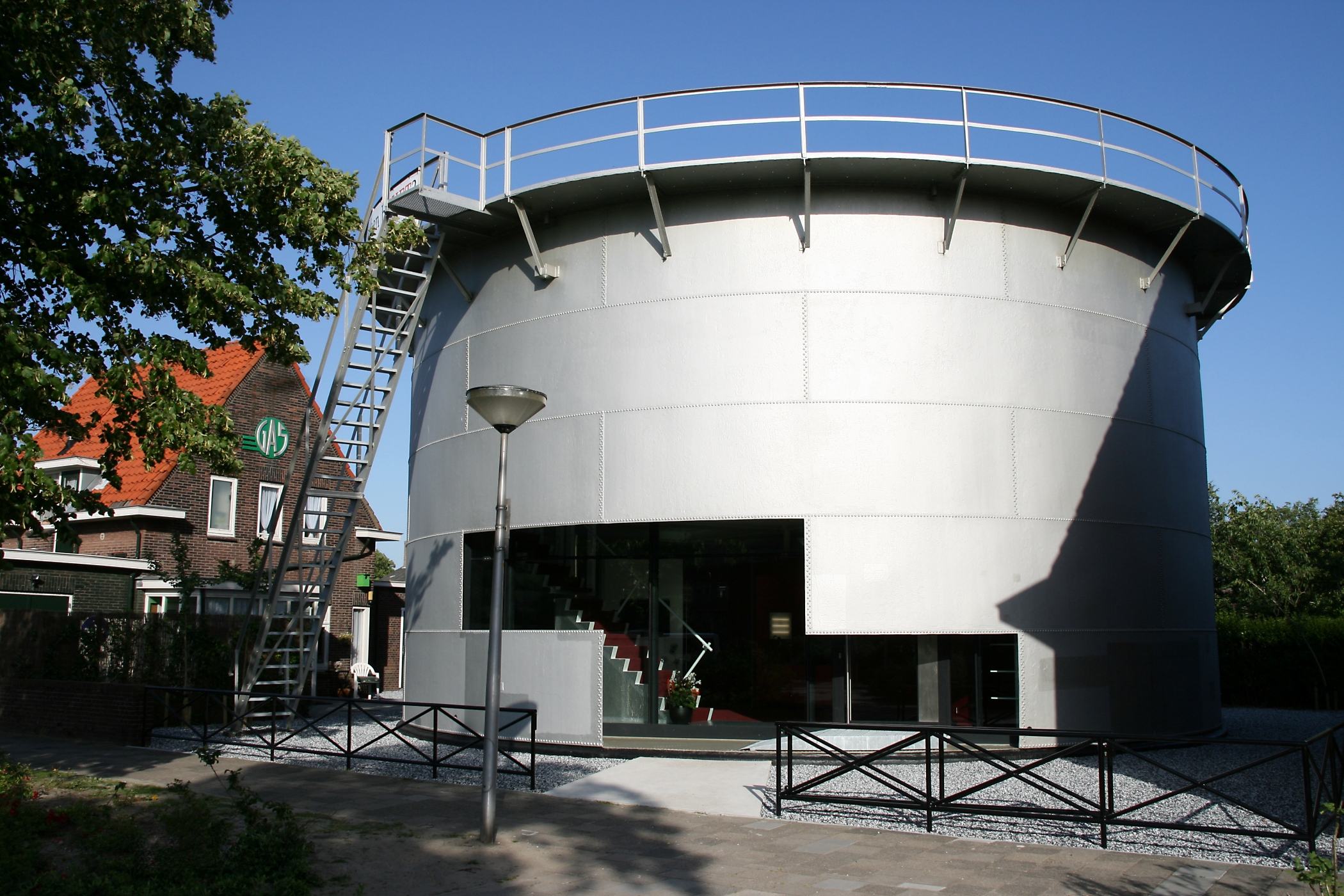
Architectenbureau in voormalige gashouder in Naaldwijk

Een gashouder is een grote voorraadtank voor (licht)gas dat in een gasfabriek uit steenkool werd gewonnen en voor industrieel of huishoudelijk gebruik tijdelijk werd opgeslagen.
In de eerste helft van de twintigste eeuw was het een gangbaar bouwwerk. Gashouders waren doorgaans cilindervormig, soms bolvormig, en waren gemaakt van ijzer. In Nederland waren grote gashouders te vinden bij Amsterdam (Westergasfabriek; nog aanwezig),  Eindhoven  en Hoogovens te IJmuiden. Sommige gashouders bestonden uit een aantal delen die telescopisch konden bewegen, waardoor het volume van de gashouder aangepast kon worden. De meeste gashouders zijn gesloopt na de introductie van aardgas. De enige nog complete gashouder in Nederland staat in Dedemsvaart. Deze gashouder is een rijksmonument. In 2010 is de gashouder in Dedemsvaart omgebouwd tot een klein theater, waar regelmatig culturele evenementen gehouden worden.
Soms krijgen gashouders een nieuwe functie. Zo is in Naaldwijk sinds 2008 een architectenbureau gevestigd in een voormalige gashouder. De gashouder in Amsterdam wordt als onderdeel van een culturele broedplaats veel gebruikt door Awakenings en haar technofeesten. De bakermat van Awakenings ligt in de gashouder.

## Techniek

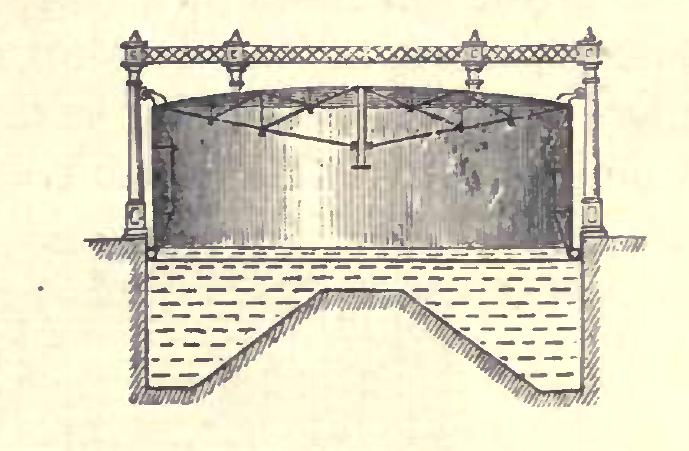
Natte gashouder

Gashouders hebben meestal een volume dat kan worden aangepast aan de hoeveelheid gas die er op een zeker moment in moet worden opgeslagen. Daarvoor zijn verschillende oplossingen bedacht. De eenvoudigste is een zgn. natte gashouder: een "klok" die drijft op een kuip met water. Op de afbeelding hiernaast is een constructie zichtbaar die voorkomt dat het volume in de klok tot nul wordt gereduceerd. De druk in de gashouder wordt onder andere bepaald door het gewicht van de klok en de oppervlakte van de kuip waarop deze drijft. Om de bewegende gashouder te geleiden is er een ijzeren of stalen frame omheen gebouwd. De in- en uitlaat zijn niet op de tekening weergegeven maar bevinden zich een stukje boven het wateroppervlak. Het water in de kuip heeft een hogere dichtheid dan het gas en zo wordt het gas uit de klok gedreven.
De Maastrichtse gashouder is een zogenaamde "natte schroefgashouder". Dit type gashouder bestaat uit een "klok" die met het open einde in een kuip met water staat. De hoogte van de kuip bepaalde aanvankelijk hoe ver de klok omhoog kon bewegen, maar later kon deze door middel van in elkaar schuifbare cilinders als een telescoop verder omhoog geschoven worden. Op de binnencilinders zijn rails aangebracht onder een hoek van 45°, waarlangs de cilinders met een schroefbeweging omhoog of omlaag konden bewegen.  De afdichting tussen de verschillende delen moet uiteraard gasdicht zijn. Vaak werd hiervoor een natte afdichting gebruikt. Een met water gevulde goot voorkwam het lekken van gas.
Andere gashouders hebben een dak dat op en neer kan bewegen binnen een vaste cilinder.

## Bakenfunctie

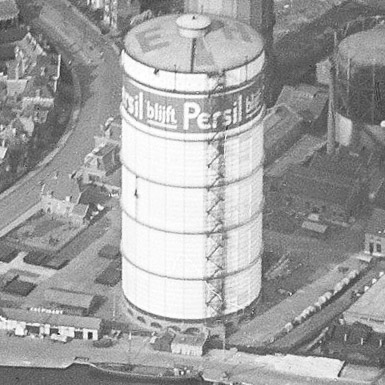
Gashouder Goliath aan het havenhoofd in Eindhoven in de jaren 1930. Bovenop is de luchtvaartcode EH zichtbaar.

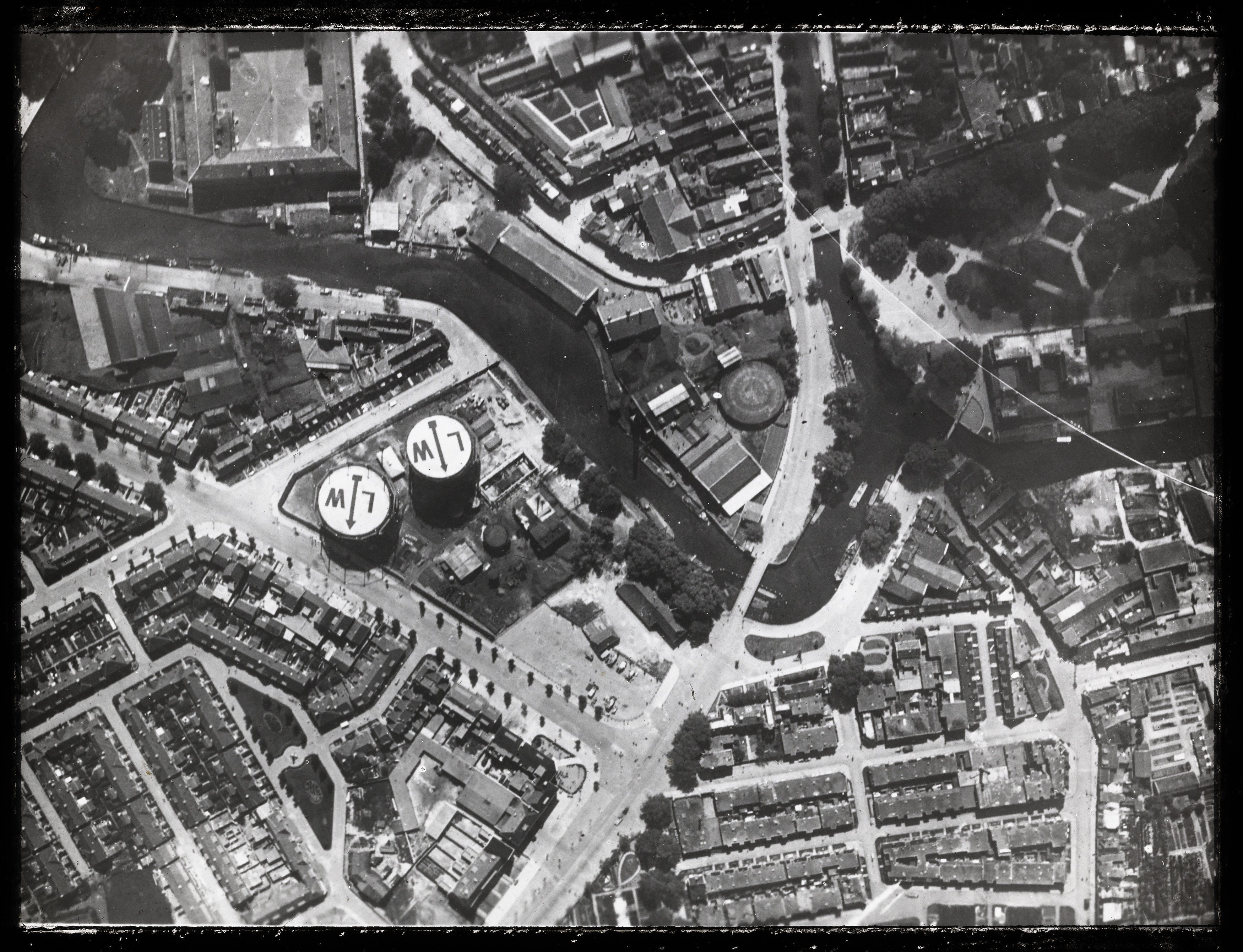
Twee gashouders te Leeuwarden met een noordpijl en identificatieletters

Omdat gashouders vanuit de lucht gemakkelijk waar te nemen herkenningspunten waren en de luchtvaart in het begin van de 20e eeuw nog in de kinderschoenen stond, werd in het eerste en tweede decennium van de 20e eeuw een door de Koninklijke Nederlandse Vereniging voor Luchtvaart (KNVvL) ontwikkeld systeem van tweeletterige plaatscoderingen langs Nederlandse luchtroutes op de daken van de gashouders aangebracht. Hierbij werd met de ANWB samengewerkt omdat men dacht aan nationaal en internationaal particulier luchtvaarttoerisme. Iedere gashouder kreeg een code en een pijl die naar het noorden wees. De eerste proef vond plaats in februari 1914 te Deventer. Bij het uitbreken van de Eerste Wereldoorlog in hetzelfde jaar moesten deze markeringen op last van de opperbevelhebber van het leger worden verwijderd zodra Nederland in de oorlog betrokken zou raken. Uit voorzorg werden de markeringen daarna overgeschilderd. Na 1918 keerden ze op diverse plaatsen terug en tot in de jaren 30 waren sommige gashouders nog van markeringen voorzien. Vanwege de ontwikkeling van betere navigatiemiddelen en de dreiging van een nieuwe oorlog zijn ze in de jaren 30 weer verwijderd. Voor zover bekend is Nederland het enige land waar gashouders als luchtvaartbakens zijn gebruikt.

## Bekende voorbeelden
- De Gasometer (Wenen)
- De Gashouder (Naaldwijk)
- De Gasometer (Oberhausen)